# マルシンヴィラーゴ
マルシンヴィラーゴは日本のアングロアラブ系種競走馬、繁殖牝馬。1992年の全日本アラブ争覇、ジュニアチャンピオン、1993年のアラブ優駿。

## 略歴
- 特記事項なき場合、本節の出典はJBISサーチ[3]および参考文献

1992年9月3日、札幌競馬場でのアラブ系3歳戦でデビューし、2着に1秒2差つけて1着。岩見沢競馬場に転戦して3歳戦、くるみ特別と連勝して重賞競走ジュニアチャンピオンでも2着ヘイセイカザンに1秒3差をつけて4連勝とする。このあと川崎競馬場の全日本アラブ争覇に遠征し、レースでは2着ランドアポロに2秒4の大きな着差をつけ、さらに1分40秒1のレコードタイムで優勝した。4歳となった1993年は楠賞全日本アラブ優駿を目指すべく園田競馬場に遠征し、トライアル競走を勝って5連勝を達成して楠賞全日本アラブ優駿に臨み、レースでは1番人気に支持されたものの、飛行機の音に驚いて馬がパニックになった上、スタートで躓いてハナに立てず揉まれる競馬となり、全く能力を発揮することなく7着に終わった。その後は北海道に戻りアラブ優駿を優勝した。翌年に岩見沢競馬場の銀杯に出走したが、レース前の調教でラチに激突し肩に外傷を負い、まともに使える状態ではなかった事が影響して7着と惨敗した。結局最後のレースとなり、1995年2月24日に登録を抹消された。

## エピソード
馬名のうちのヴィラーゴとは「じゃじゃ馬」という意味であるが、その名に違わずさまざまなエピソードを残している。
- 特記事項なき場合、本節の出典は参考文献
  - 癖馬のため騎乗者は限られ、デビュー前の調教では突然逆走してほかの馬と衝突し、相手の馬は殺処分となってしまった。マルシンヴィラーゴ自身も大怪我を負ったが、治療してデビューを迎えたという。
  - 厩舎の馬房では壁を蹴る癖があるため緩衝材として畳を敷いたが、3日で使い物にならなくなってしまった。
  - 引き運動すらまともにできず、厩舎関係者を2人病院送りにしている。
  - 追うとどこに行くのかわからないような状態だったため、まともに追うことが出来なかった。そのため、勝利したレースではほとんどが馬なりでの勝利である。
  - 周りに他の馬がいると調教にならないので、調教は深夜の12時半から真っ暗な競馬場で1頭だけで行っていたという。
  - 全日本アラブ争覇では担当調教師補佐が「レコードタイムを破って見せる」と宣言。川崎競馬場関係者はホラだと見ていたが、予告通りレコードタイムを破って川崎競馬関係者を驚かせた。なお、川崎競馬のレコードは中央競馬と違い、3歳と古馬で分けられておらず、事実上古馬のレコード（旧レコードはダライラマが1973年7月23日に4歳時にマークした1分40秒6）を破っている。しかも時計の出にくい良馬場であった上、マルシンヴィラーゴが走っていた時代はダライラマが走っていた時代と比較して砂が深く、時計がかかっていたので驚きもなおのことであったという。
  - このタイムは翌日に行われたサラブレッド系の古馬A3下特別の勝ちタイムである1分41秒6より1.5秒も速いものであった。
  - 川崎競馬場の場合、遠征馬は競馬場から3km離れた小向トレセンに入厩し、その後競馬場に輸送するが、輸送に耐えられないため、特別に競馬場に併設の物置を改造した馬房に入厩する事が認められたという。

## 競走成績
以下の内容は、JBISサーチに基づく。
| 年月日     | 競馬場   | 競走名                     | 格 | 距離（馬場）  | 頭数 | 枠番 | 馬番 | （人気） | 着順 | タイム  | 着差 | 騎手     | 斤量 [kg] | 勝ち馬/（2着馬）     |
| ---------- | -------- | -------------------------- | -- | ------------- | ---- | ---- | ---- | -------- | ---- | ------- | ---- | -------- | --------- | -------------------- |
| 1992.09.03 | 札幌(公) | アラブ系3歳                |    | ダ1000m（重） | 8    | 7    | 7    | （1人）  | 1着  | 01:01.6 | -1.2 | 米川昇   | 53        | （リボテイオー）     |
| 0000.09.10 | 岩見沢   | アラブ系3歳                |    | ダ900m（不）  | 7    | 5    | 5    | （1人）  | 1着  | 00:57.3 | -0.9 | 米川昇   | 53        | （カツノホマレ）     |
| 0000.09.30 | 岩見沢   | くるみ特別                 |    | ダ1400m（重） | 12   | 8    | 11   | （2人）  | 1着  | 01:33.3 | -0.9 | 米川昇   | 53        | （グレートイーグル） |
| 0000.10.29 | 岩見沢   | ジュニアチャンピオン       |    | ダ1600m（稍） | 9    | 7    | 7    | （1人）  | 1着  | 01:46.6 | -1.3 | 米川昇   | 53        | （ヘイセイカザン）   |
| 0000.11.25 | 川崎     | 全日本アラブ争覇           |    | ダ1600m（良） | 8    | 7    | 7    | （1人）  | 1着  | R1:40.1 | -2.4 | 米川昇   | 53        | （ランドアポロ）     |
| 1993.04.21 | 園田     | 全日本アラブ優駿トライアル |    | ダ1800m（良） | 8    | 6    | 6    | （1人）  | 1着  | 02:03.1 | -0.6 | 米川昇   | 55        | （ホリタエンジェル） |
| 0000.05.19 | 園田     | 楠賞全日本アラブ優駿       |    | ダ2300m（不） | 12   | 5    | 5    | （1人）  | 7着  | 02:38.8 | -3.2 | 米川昇   | 53        | ダイメイゴッツ       |
| 0000.09.15 | 札幌(公) | アラブ優駿                 |    | ダ2400m（良） | 9    | 3    | 3    | （1人）  | 1着  | 02:39.3 | -1.2 | 角川秀樹 | 54        | （キタノナイス）     |
| 1994.05.03 | 岩見沢   | 銀杯                       |    | ダ1400m（良） | 10   | 4    | 4    | （1人）  | 7着  | 01:32.1 | -2.0 | 米川昇   | 53        | クライムデザイアー   |

## 引退後
引退後はマルゼン橋本牧場で繁殖牝馬となり、3番仔マルシンランサーが荒尾競馬場の重賞門松賞を、4番仔デザートビューが福山競馬場のクイーンカップ、銀杯に優勝している。5番仔と6番仔はサラブレッドと交配された。2003年から2004年以降、繁殖記録はない。

### 産駒一覧
|       | 生年   | 馬名               | 性 | 毛色 | 父                 | 馬主               | 管理調教師                     | 戦績     | 主な勝利競走                            | 供用         | 出典   |
| ----- | ------ | ------------------ | -- | ---- | ------------------ | ------------------ | ------------------------------ | -------- | --------------------------------------- | ------------ | ------ |
| 初仔  | 1996年 | オリオンザリンボー | 牡 | 栗毛 | フアストセンプウ   | 日浦桂子 →池田和利 | 園田・曾和直榮 →佐賀・西岡龍三 | 36戦9勝  |                                         |              | [ 5 ]  |
| 2番仔 | 1997年 | マルサンヴィラーゴ | 牡 | 鹿毛 | ボールドマン       | 松井三千年         | 福山・弓削和彦                 | 61戦12勝 |                                         |              | [ 6 ]  |
| 3番仔 | 1999年 | マルシンランサー   | 牝 | 栗毛 | トライバルセンプー | 木村學             | 荒尾・古澤清次                 | 28戦15勝 | 2002年門松賞                            |              | [ 7 ]  |
| 4番仔 | 2000年 | デザートビュー     | 牝 | 鹿毛 | トライバルセンプー | 寺島義典           | 福山・徳本慶一                 | 17戦9勝  | 2003年クイーンカップ（福山） 2003年銀杯 | （繁殖牝馬） | [ 8 ]  |
| 5番仔 | 2002年 | オオセイシュウ     | 牡 | 栗毛 | シャンハイ         | 藤井直久           | 園田・清水正人                 | 10戦3勝  |                                         |              | [ 9 ]  |
| 6番仔 | 2003年 | インディペンデント | 牡 | 鹿毛 | ワレンダー         | 井上孝夫           | 園田・橋本忠男                 | 10戦3勝  |                                         |              | [ 10 ] |

## 血統表
| マルシンヴィラーゴの血統         | マルシンヴィラーゴの血統                                      | マルシンヴィラーゴの血統                                      | （血統表の出典）                                              | （血統表の出典）         |
| 父 アア ローゼンタイム 1982 青毛 | 父の父アア タイムライン 1969 栗毛                             | アア タガミホマレ                                             | アア ミネフジ                                                 | アア ミネフジ            |
| 父 アア ローゼンタイム 1982 青毛 | 父の父アア タイムライン 1969 栗毛                             | アア タガミホマレ                                             | アア バイオレツト                                             |                          |
| 父 アア ローゼンタイム 1982 青毛 | 父の父アア タイムライン 1969 栗毛                             | アア リユウエイ                                               | アア シユンエイ                                               | アア シユンエイ          |
| 父 アア ローゼンタイム 1982 青毛 | 父の父アア タイムライン 1969 栗毛                             | アア リユウエイ                                               | アア タツリユウ                                               |                          |
| 父 アア ローゼンタイム 1982 青毛 | 父の母アア ヒダカローゼン 1970 鹿毛                           | アア *エルシド                                                | アア Nithard                                                  | アア Nithard             |
| 父 アア ローゼンタイム 1982 青毛 | 父の母アア ヒダカローゼン 1970 鹿毛                           | アア *エルシド                                                | アア Farida IV                                                |                          |
| 父 アア ローゼンタイム 1982 青毛 | 父の母アア ヒダカローゼン 1970 鹿毛                           | アア ミスローゼン                                             | アア カンダオー                                               | アア カンダオー          |
| 父 アア ローゼンタイム 1982 青毛 | 父の母アア ヒダカローゼン 1970 鹿毛                           | アア ミスローゼン                                             | アア スズエース                                               |                          |
| 母 アア マンナクイーン 1975 鹿毛 | 母の父アア ヒカルマンナ 1963 黒鹿毛                           | アア セイユウ                                                 | サラ *ライジングフレーム                                      | サラ *ライジングフレーム |
| 母 アア マンナクイーン 1975 鹿毛 | 母の父アア ヒカルマンナ 1963 黒鹿毛                           | アア セイユウ                                                 | アア 弟猛                                                     |                          |
| 母 アア マンナクイーン 1975 鹿毛 | 母の父アア ヒカルマンナ 1963 黒鹿毛                           | アア フラワーマンナ                                           | サラ クモノハナ                                               | サラ クモノハナ          |
| 母 アア マンナクイーン 1975 鹿毛 | 母の父アア ヒカルマンナ 1963 黒鹿毛                           | アア フラワーマンナ                                           | アア バンナーヒメ                                             |                          |
| 母 アア マンナクイーン 1975 鹿毛 | 母の母アア シミズナンブ 1966 栗毛                             | アア トシフジ                                                 | サラ トシシロ                                                 | サラ トシシロ            |
| 母 アア マンナクイーン 1975 鹿毛 | 母の母アア シミズナンブ 1966 栗毛                             | アア トシフジ                                                 | アア 明美                                                     |                          |
| 母 アア マンナクイーン 1975 鹿毛 | 母の母アア シミズナンブ 1966 栗毛                             | アア ナンブ                                                   | サラ オーライト                                               | サラ オーライト          |
| 母 アア マンナクイーン 1975 鹿毛 | 母の母アア シミズナンブ 1966 栗毛                             | アア ナンブ                                                   | アア 村雨                                                     |                          |
| 5代内の近親交配                  | セイユウ・シユンエイ 4 × 3 = 18.75%、バラツケー 5 × 5 = 6.25% | セイユウ・シユンエイ 4 × 3 = 18.75%、バラツケー 5 × 5 = 6.25% | セイユウ・シユンエイ 4 × 3 = 18.75%、バラツケー 5 × 5 = 6.25% | [ § 2 ]                  |
| 出典                             | 1. 2.                                                         | 1. 2.                                                         | 1. 2.                                                         | 1. 2.                    |

- 半兄にイソナンブ（全日本アラブ争覇、楠賞全日本アラブ優駿など）。全日本アラブ争覇では兵庫のローゼンタイム（ローゼンホーマの）全兄を2着に下していたが、当時観戦していた生産者はローゼンタイムのスピードも評価しており、イソナンブの母マンナクイーンの交配候補と考え、ローゼンタイムが種牡馬となった際に交配されたものであった。